# Bathysiphonidae
Bathysiphonidae es una familia de foraminíferos bentónicos de la superfamilia Astrorhizoidea, del suborden Astrorhizina y del orden Astrorhizida. Su rango cronoestratigráfico abarca desde el Cámbrico hasta la Actualidad.

## Discusión
Clasificaciones previas incluían Bathysiphonidae en el suborden Textulariina del orden Textulariida. Clasificaciones más recientes rebajan este taxón a la categoría de subfamilia (subfamilia Bathysiphoninae) y lo incluyen en la familia Rhabdamminidae.

## Clasificación
Bathysiphonidae incluye a los siguientes géneros:
- Subfamilia Bathysiphoninae
  - Bahianotubus
  - Bathysiphon
  - Bogdanowiczia
  - Nothia †
  - Psammosiphonella
  - Rhabdamminella

Otros géneros inicialmente asignados a Bathysiphonidae y actualmente clasificados en otras familias son:
- Astrorhizinulla, ahora en la familia Hippocrepinellidae
- Platysolenites †, ahora en la familia Hyperamminidae

Otros géneros considerados en Bathysiphonidae son:
- Dendrophryopsis †, aceptado como Nothia
- Flagrina †, aceptado como Bathysiphon
- Rhabdaminella, considerado como Bathysiphon o como Marsipella
- Silicobathysiphon †, aceptado como Bathysiphon
- Yokoia †, aceptado como Bathysiphon